# Slag bij Kassel (1677)

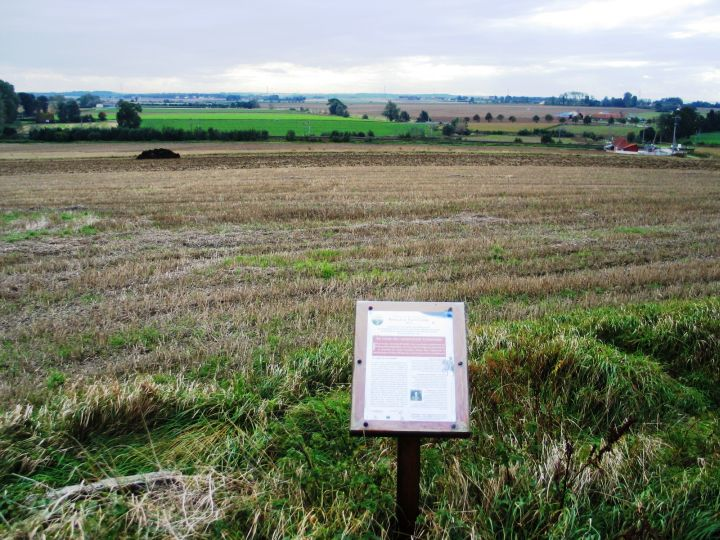
Foto genomen vanaf de Nederlandse positie. De Fransen stonden opgesteld aan de overkant van de huidige spoorweg (7 okt 2004)

De Slag bij Kassel (10 april 1677), soms ook Slag aan de Pene genoemd, is een van de drie veldslagen die in de buurt van de Vlaamse stad Kassel werden geleverd. Het was een confrontatie tussen troepen van Lodewijk XIV, en troepen van de Republiek der Zeven Verenigde Nederlanden.
Sinds april 2007 is in Noordpene het bezoekerscentrum 'Slag aan de Peene' (of Maison de la Bataille) geopend.

## Voorbeschouwing
In het Europa van de 17e eeuw voerde de Franse kroon lange tijd een vijandige politiek tegenover de Habsburgers. Lodewijk XIV wilde zijn grenzen verschuiven naar makkelijker te verdedigen posities. Om dit te bewerkstelligen moest Frankrijk de Spaanse Nederlanden veroveren. Dit zou de Republiek der Verenigde Nederlanden niet over zich heen laten gaan. De republiek had liever het relatief zwakke Spaanse bewind aan zijn grenzen dan het sterke Frankrijk. De republiek moest vleugellam gemaakt worden zodat er geen hulp meer van verwacht kon worden. In 1672 (het Rampjaar) lukte dit boven verwachting. De Nederlanders werden tot de Hollandse Waterlinie teruggedreven. In de roes van de overwinning liet Lodewijk echter onacceptabele vredesvoorwaarden eisen, waardoor de jonge republiek gedwongen was om de oorlog krachtig voort te zetten.
Het jaar 1673 bracht overwinningen voor de republiek en de Fransen moesten de republiek ontruimen, op de sterke vestingen Maastricht en Grave na. Lodewijk verzekerde zich een tijdlang van Engelse steun via het Verdrag van Dover maar toen de Engels-Franse vloot in 1674 verslagen werd door De Ruyter haalde de Engelse koning bakzeil. De oorlog werd voortgezet in de Spaanse Nederlanden. De republiek zond vanaf het jaar 1674 tot 1678 dertigduizend manschappen onder Willem III naar de Spaanse Nederlanden. De Zuid-Nederlanders (Spanjaarden) voegden daar hoogstens 10 000 troepen aan toe en af en toe zond de Duitse keizer een leger over de Maas ter versterking.
De strategie van de Fransen bestond erin een dubbele gordel versterkte vestingen te bouwen en te veroveren. Zo zou de door Vauban bedachte Frontière de fer gerealiseerd worden. De doelen voor het jaar 1677 waren:
- Kamerijk (Cambrai)
- Valencijn (Valenciennes)
- Sint-Omaars (Saint-Omer)

Na de inname van Valencijn belegerde Lodewijk in hoogsteigen persoon, samen met Vauban, Kamerijk. Naar Sint-Omaars stuurde de koning zijn broer Filips, hertog van Orléans, bijgenaamd Monsieur.

## De slag
Willem III besloot de belegerde steden te ontzetten. Vanuit Ieper marcheerde hij, aan het hoofd van een leger van 32.000 man, via Poperinge en Okselare op naar de Kasselvallei. Filips van Orléans, die de aantocht vernam, trok hen tegemoet en ontmoette de Staatse troepen aan de Penebeek tussen Noordpene en Zuidpene. Lodewijk XIV stuurde hem vanuit Kamerijk 25.000 voetknechten en 9000 cavaleristen onder bevel van maarschalk Luxembourg. Bij het vallen van de avond maakten 66.000 soldaten zich op voor de strijd.
De Nederlanders bestormden de Franse posities zonder het terrein vooraf verkend te hebben. Hierdoor was maarschalk Luxembourg in staat om met een cavalerieaanval een Staatse flank te verrassen, waardoor een Staats bataljon nagenoeg vernietigd werd, en drie andere bataljons op de vlucht sloegen. Willem III blies de aftocht, die in goede orde verliep. In totaal vielen aan beide zijden 4.200 doden en 7.000 gewonden.

## Nabeschouwing
Kamerijk werd op 19 april 1677 door de Fransen veroverd. Later volgde Sint-Omaars. Uiteindelijk resulteerde de hele operatie in de Vrede van Nijmegen waarbij een gedeelte van Vlaanderen en Henegouwen bij Frankrijk werd gevoegd. Lodewijk XIV beloofde het behoud van hun privileges aan de steden die capituleerden maar tegelijkertijd zadelde hij hen op met een alomtegenwoordige administratie van de nieuwe Franse provincie Vlaanderen. Hij liet versterkingen aanleggen, bijvoorbeeld in Ieper. Bij de Vrede van Utrecht (1713) moest hij een deel van het veroverde gebied, met steden als Doornik en Menen, opnieuw ontruimen.
Aan de slag herinnert een obelisk. Het Bezoekerscentrum 'Slag aan de Peene' heeft een maquette van het slagveld.